# Ę
Ę (малко: ę; полски: e z ogonkiem, „e с опашка“; литовски: e nosinė, „назално e“) е буква в полската, литовската и далекарската азбука. Използва се и в навахо за представяне на носната гласна [ẽ]. В латинската, ирландската и староскандинавската палеография е известна като e caudata („опашато e“).

### В Полския
В полската азбука Ę идва след Е в азбуката. Никога не е в началото на думата, с изключение на думата ęsi. Произнася се като /ɛw̃ /, /ɛn /, /ɛm /, /ɛj͂ /, /ɛŋ̟ /или /ɛ /, в зависимост от контекста.
За разлика от френския, полските назални гласни са „асинхронни“: произнасят се като устна гласна + назална полугласна [ɛw̃] или назална гласна + назална полугласна. За по-голяма простота гласната ę понякога се преписва /ɛ̃ /.
Примери за гласна се произнася като
- /ɛw̃ /: język („език“), [ˈvʲɛnt͡sɛj]
- mięso („месо“), [ˈmʲɛw̃sɔ]
- ciężki („тежък“), [ˈt͡ɕɛw̃ʂkʲi]

Преди всички спирания и африканти, той се произнася като устна гласна + назална съгласна, с / ɛn / преди t и d и / ɛm / преди p и b. Пред небните съгласни ś, ć, ź и dź е / ɛɲ / ([ɛj͂]). Например:
- więcej („още“), произнася се [ˈvʲɛnt͡sɛj]
- sędzia („съдия"), [ˈsɛj͂d͡ʑä]
- głęboki („дълбоко“), [ɡwɛmˈbɔkʲi]
- więzi („облигации“), [ˈvʲɛj͂ʑi]

Преди веларните звуци буквата представлява / ɛŋ̟ / звук. Ę, за разлика от ą звука, обикновено се произнася пост-палатално преди веларни звуци (напр .: męka („мъчение“) се произнася [ˈmɛŋ̟kä], но mąka („брашно“) се произнася [ˈmɔŋkä]).
Ако Ę е последната буква на думата или последвана от l или ł, поляците обикновено ще я произнасят като /ɛ /. Например będę („бъда“) се произнася [ˈbɛn̪d̪ɛ] и dziękuję („благодаря“) се произнася [dʑɛŋ̟ˈkujɛ]. / Ɛw̃ / в края на думата все още се използва от малцинство говорещи полски език, но обикновено се счита за хиперкоректно. Някои говорители също могат да използват спонтанно назалното произношение.
В диалектите на някои региони, Ę в крайна позиция също се произнася като /ɛm /, така че robię понякога се произнася като /ˈrɔbʲɛm /. Тази нестандартна форма се използва от бившия полски президент Лех Валенса. Някои от неговите изречения, които бяха уважавани, за да отразяват произношението, например „Nie chcem, ale muszem“ (правилно написано „Nie chcę, ale muszę“; „Не искам, но трябва“) са влезли в популярния език.

### В Старобългарския
В старобългарския език назалното Е се е бележило с малката носовка(Ѧ, ѧ). Звукът е отпаднал от всички славянски езици освен от полския. Малката носовка се е използвала във възрожденския български, бележейки звука [e] (или ['a] под руско влияние) в думите, в които се е писала на старобългарски.

### В Литовския
За някои форми на съществителното, Ę се използва в края на думата за винителен падеж, както в eglę, обвинителен за eglė (смърч). Използва се и за промяна на глагол от минало време до причастие в миналото, например tempė to tempęs – „някой, който е дръпнал“.
Носовите en/em форми сега се произнасят [eː], както в kęsti (да страда) – kenčia (страдане), така че Ę вече не е назално.
В някои случаи Ą, Ę и Į (но никога ė) могат да се използват за различни форми, както в tąsa (разширение) – tęsia (разширява се) – tįsoti (да лежи разширено). И накрая, някои глаголи имат буквата в средата на думата само в сегашно време, например gęsta ([огън, светлина] угасва), но не и užgeso (изгасна).
За разлика от Į или Ą, не е известно, че нито една литовска дума започва с Ę.